# Phim xã hội đen

Nam diễn viên James Cagney trong bộ phim The Public Enemy (năm 1931)

Phim xã hội đen hay phim giang hồ (tiếng Anh: gangster film) là một thể loại phim tập trung vào các băng đảng và tội phạm có tổ chức. Đây là một tiểu thể loại của dòng phim tội phạm, có thể liên quan đến các tổ chức tội phạm lớn hoặc các băng nhóm nhỏ được thành lập để thực hiện một hành động phi pháp nhất định. Thể loại này khác biệt với dòng phim Viễn Tây của Mỹ và các băng nhóm của thể loại đó, cũng như khác với các bang phái giang hồ trong thế giới phim kiếm hiệp (võ hiệp) Hoa ngữ.

## Sách tham khảo
- Film Study: An Analytical Bibliography, Volume 1
- Gangster, Detective, Crime, and Mystery Films: A Bibliography of Materials in the UC Berkeley Library
- Cortés, Carlos E. “Italian-Americans in Film: From Immigrants to Icons.” MELUS, vol. 14, no. 3/4, 1987, pp. 107–126. JSTOR, www.jstor.org/stable/467405.
- . Motion Picture Industry. ISBN 978-0-415-28132-4 https://books.google.com/books?id=YOasz7CE0TUC. {{Chú thích sách}}: |title= trống hay bị thiếu (trợ giúp)|tựa đề= trống hay bị thiếu (trợ giúp)